# Klupčasta oštrica
Klupčasta oštrica (čvorasta oštrica; lat. Dactylis glomerata) uobičajena je vrsta trave u rodu Dactylis. To je trajnica koja raste u većem dijelu Europe, umjerenoj Aziji i sjevernoj Africi.

## Rasprostranjenost
Dactylis glomerata javlja se od razine mora na sjeveru svog areala, do čak 4000 metara nadmorske visine na jugu svog areala u Pakistanu. Široko se koristi za sijeno i stočnu hranu.
To je glavna vrsta u široko rasprostranjenoj zajednici staništa Nacionalne vegetacijske klasifikacije MG1 (Arrhenatherum elatius grassland) u Ujedinjenom Kraljevstvu, pa se može naći s Arrhenatherum elatius (lažna zobena trava).
Može se naći na livadama, pašnjacima, uz ceste i grubim travnjacima.
Unesena je u Sjevernu Ameriku, Novi Zeland i Australiju, a sada je široko naturalizirana. U nekim je područjima postala invazivna vrsta.

## Opis
Klupčasta oštrica raste u gustim višegodišnjim kvrgama, visine 20–140 cm, sa sivo-zelenim lišćem duljine 20–cm i širine do 1.5 cm, s prepoznatljivim čupavim trokutastim cvjetnim glavicama dugim 10–50 cm, koje mogu biti zelene ili crvene do ljubičaste boje (obično zelene u sjeni, crvenije na suncu), postaju blijedo sivo-smeđe u zrelosti sjemena. Klasići su dugi 5–9 mm, obično sadrže dva do pet cvjetova. Ima karakterističnu spljoštenu bazu stabljike koja je razlikuje od mnogih drugih trava.
Cvjeta od lipnja do rujna.

## Taksonomija
Neki autori smatraju Dactylis glomerata jedinom vrstom u rodu Dactylis,  dok drugi uključuju jednu do četiri vrste. Obično se dijeli na nekoliko regionalnih podvrsta, osobito kod onih autora koji prihvaćaju samo jednu vrstu:
- Dactylis glomerata subsp. glomerata. Raširen; opisano iz Europe.
- Dactylis glomerata subsp. altaica. Srednja Azija.
- Dactylis glomerata subsp. himalajski. (sin. D. himalajski ). Zapadna Himalaja.
- Dactylis glomerata subsp. hispanica (sin. D. hispanica ). Mediteran, JZ Azija.
- Dactylis glomerata subsp. ibizensis. Balearski otoci.
- Dactylis glomerata subsp. judaica
- Dactylis glomerata subsp. juncinella. Španjolska.
- Dactylis glomerata subsp. lobata (sin. D. glomerata subsp. aschersoniana, D. aschersoniana, D. polygama ). Srednja Europa.
- Dactylis glomerata subsp. luzitanica. Portugal.
- Dactylis glomerata subsp. marina (sin. D. marina ). Regija Zapadnog Sredozemlja, Iberija, Kanarski otoci.
- Dactylis glomerata subsp. reichenbachii. Italija.
- Dactylis glomerata subsp. santai
- Dactylis glomerata subsp. slovenica. Srednja Europa.
- Dactylis glomerata subsp. smithii (sin. D. smithii ). Makaronezija.
- Dactylis glomerata subsp. woronowii (sin. D. woronowii ). Rusija.

Dactylis glomerata subsp. glomerata i subsp. hispanica su tetraploidni oblici s 28 kromosoma; neke druge podvrste, uključujući subsp. himalayensis i subsp. lobata su diploidni, sa 2 n = 14. Poznati su i heksaploidni oblici s 42 kromosoma, ali rijetki. Tetraploidni oblici su veći i grublji od diploidnih oblika.

## Uzgoj i upotreba
ŠIroko se koristi kao trava za sijeno i za pašnjake zbog visokih prinosa i sadržaja šećera, što je čini slađom od većine drugih trava umjerenog pojasa. U suhim područjima kao što je veći dio Australije, sredozemne podvrste poput subsp. hispanica preferiraju se zbog bolje otpornosti na sušu. Zahtijeva pažljivo upravljanje ispašom; ako je nedovoljno pašena postaje gruba i neukusna.
U nekim područjima u koja je unesena je postala invazivna trava, osobito u nekim područjima istočnih SAD-a.
Kao i kod drugih trava, pelud kod nekih ljudi može izazvati alergijski rinitis (peludnu groznicu).
Trava se popularno uzgaja kako bi se zadovoljio poriv domaćih mačaka za žvakanjem trave, otuda i njen kolokvijalni naziv mačja trava.
Sjeme je prvi sakupio Rogers Parker u Hertfordshireu; ovo je zatim razvio poljoprivredni reformator Coke iz Norfolka. Parkerovo imanje, Munden, u blizini Bricket Wooda, naslijedio je botaničar George Hibbert.

## Biljka za ishranu leptira
Gusjenice mnogih vrsta leptira hrane se ovom travom, uključujući:
- Maniola jurtina
- Lasiommata megera
- Pyronia tithonus
- Ochlodes venata
- Thymelicus lineola
- Thymelicus sylvestris
- Poanes zabulon
- Pararge aegeria